# Campo Verano

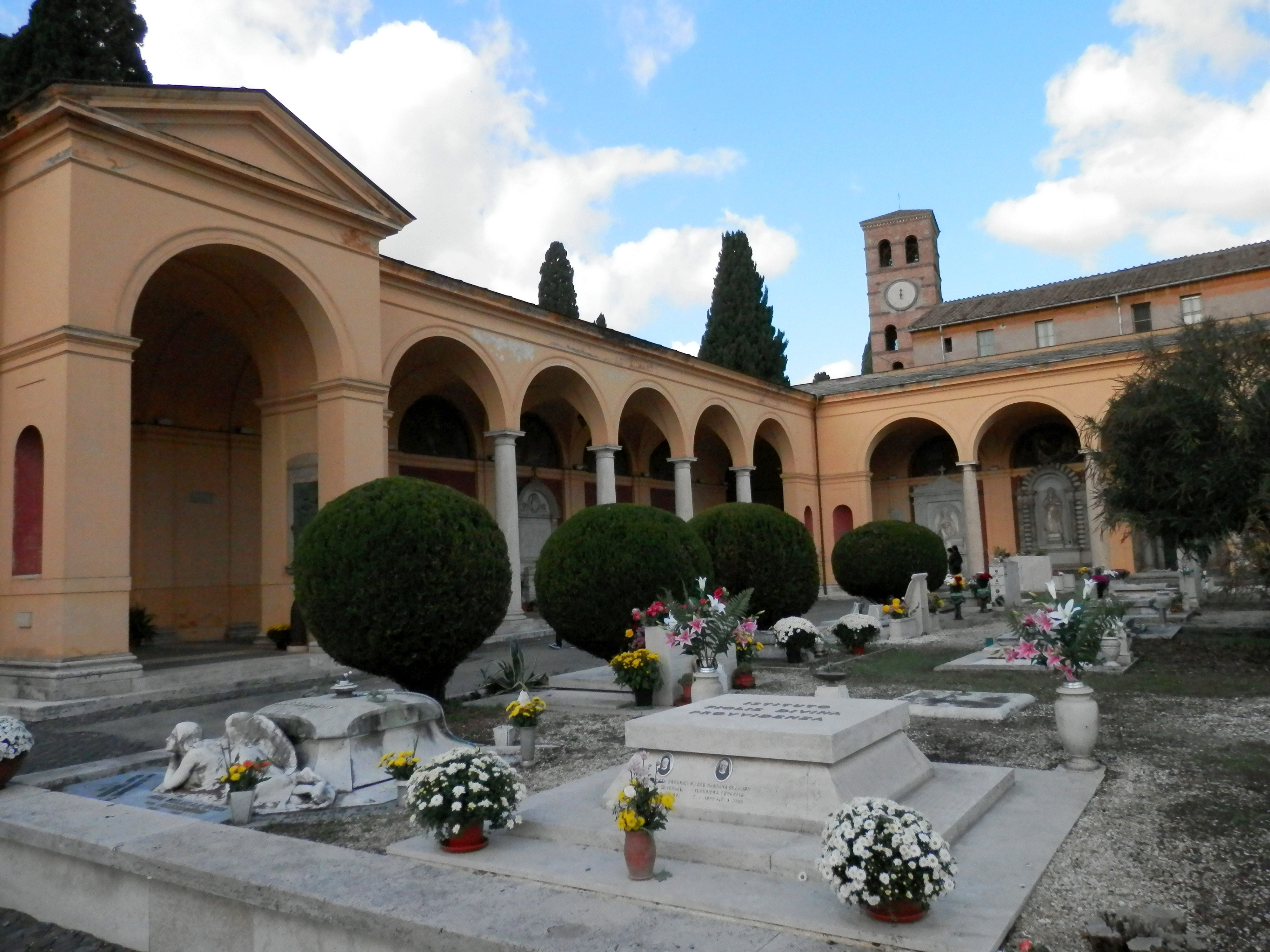
Einer der Quadriporticos des Campo Verano

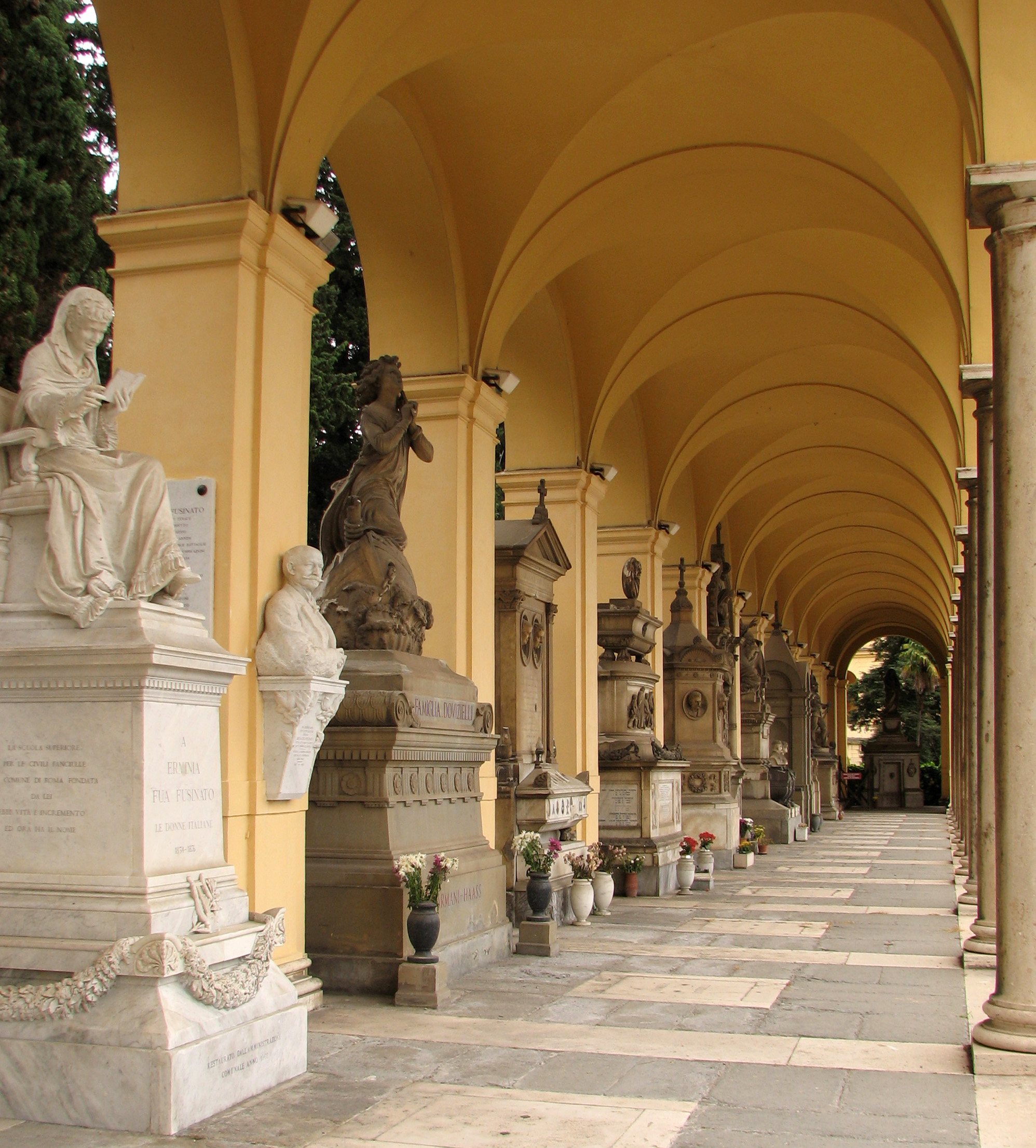
Gräbergalerie

Der Campo Verano (voller Name: Cimitero Comunale Monumentale Campo Verano oder kurz Cimitero del Verano, häufig einfach Il Verano) ist der größte Friedhof der italienischen Hauptstadt Rom.
Der Name Verano bezieht sich auf den antiken römischen Campo dei Verani, der sich hier befand und auf einen adeligen Familiennamen zurückführt. Der Ursprungsplan wurde von 1807 bis 1812 von dem Architekten Giuseppe Valadier angelegt. Anfangs wurden sechs quadratische Felder mit zusammen 384 Gräbern fertiggestellt, dazu brauchte es jedoch Jahrzehnte. Neue Planungen und Grundstückszukäufe ermöglichten Erweiterungen des Friedhofsgeländes. 1852 wurde durch den Architekten Virginio Vespigniani ein Masterplan entwickelt, der zwischen 1859 und 1874 umgesetzt wurde. 1860 erfolgte die Weihe der Friedhofskapelle Capella di Santa Maria della Misericordia und 1895 wurde ein jüdischer Friedhof im Nordwesten des Verano mit dem eigenen Eingang „Ingresso Israelitici an der Via Tiburtina“ eingerichtet. Es folgte ein Sektor für protestantische Christen mit dem eigenen Eingang „Ingresso Crociate, Via Tiburtina“. Im nördlichen Teil des Geländes wurde ein Militärfriedhof eingerichtet, wo auch ein Denkmal für die Opfer des Ersten Weltkriegs errichtet wurde. Es finden sich auch christliche Katakomben im Gebiet des Campo Verano.
Den Haupteingang mit der nachfolgenden dreitorigen Eingangshalle umrahmen vier monumentale Skulpturen. Es schließen sich die Quadriportico mit umlaufenden, mit Fresken ausgemalten Säulenhallen, an, wo sich die Grabmonumente befinden. Die hofartig ausgebildeten länglichen Säulenhallen laufen auf die Friedhofskapelle Santa Maria della Misericordia hin.
Papst Franziskus feierte hier 2015 bei einem Besuch auf dem Friedhof die Allerheiligenmesse.
Der Campo Verano befindet sich nahe der Kirche Sankt Laurentius vor den Mauern nahe der Via Tiburtina. Die Adresse des Campos Verano ist Piazzale del Verano 1.

## Ruhestätten bekannter Personen (Auswahl)
- Karl Josef Becker, Kardinal; † 2015
- Angelo Bianchi, Kardinal; † 1897
- Lucien Bonaparte, Kardinal; † 1895
- Wiktor Brodzki, Bildhauer; † 1904
- Luigi Capotosti, Kardinal; † 1938
- Filippo Camassei, Kardinal; † 1921
- Nino Cesarini, Modell; † 1943
- Mario Luigi Ciappi, Kardinal; † 1996
- José da Costa Nunes, Kardinal; † 1976 (Gebeine später überführt)
- Giulio Douhet, General und Theoretiker des Luftkriegs; † 1930
- Franz Ehrle, Kardinal; † 1934
- Attilio Ferraris, Fußballspieler; † 1947
- Rino Gaetano, Liedermacher; † 1981
- Giuseppe Garibaldi, Freiheitskämpfer; † 1882 (Gebeine später überführt)
- Gabriel-Marie Garrone, Kardinal; † 1994
- Vittorio Gassman, Regisseur und Schauspieler; † 2000
- Natalia Ginzburg, Schriftstellerin; † 1991
- Paolo Giobbe, Kardinal; † 1972
- Joseph Gredt, Benediktiner und Philosoph, † 1940
- Filippo Maria Guidi, Kardinal; † 1879
- William Theodore Heard, Kardinal; † 1973
- Paul von Hintze, Marineoffizier, Diplomat und Politiker; † 1941
- Angelo Jacobini, Kardinal; † 1886
- Hermann Kanzler, letzter Heeresminister des Kirchenstaates; † 1888
- Stanisław Klicki, polnischer General; † 1847
- Antonietta Klitsche de la Grange, Schriftstellerin, Enkelin des Prinzen Louis Ferdinand von Preußen; † 1912
- Vincenzo Lapuma, Kardinal; † 1943
- Camillo Laurenti, Kardinal; † 1938
- Lorenzo Lauri, Kardinal; † 1941
- Evaristo Lucidi, Kardinal; † 1929 (Gebeine später überführt)
- Paolo Marella, Kardinal; † 1984
- Goffredo Mameli, Patriot und Dichter; † 1849
- Marcello Mastroianni, Filmschauspieler; † 1996
- Giovanni Messe, Marschall von Italien; † 1968
- Giulio Monteverde, Bildhauer; † 1917
- Alessandro Moreschi, letzter Kastrat der Sixtinischen Kapelle; † 1922
- François Xavier Nguyên Van Thuân, Kardinal; † 2002
- Eduard O’Rourke, Bischof; † 1943
- Pietro Palazzini, Kardinal; † 2000
- Pietro Pavan, Kardinal; † 1994
- Carlo Perosi, Kardinal; † 1930
- Clara Petacci, Geliebte von Mussolini; † 1945
- Erik Peterson, Theologe; † 1960
- Paul-Pierre Philippe, Kardinal; † 1984
- Raffaele Pierotti, Kardinal; † 1905
- Gennaro Granito Pignatelli di Belmonte (Gruft der Kapuziner), Kardinal; † 1948
- George Santayana, Philosoph und Literat; † 1952
- Raffaele Scapinelli di Leguigno, Kardinal; † 1933
- Giacinto Scelsi, Komponist; † 1988
- Charles Kenneth Scott Moncrieff, Autor, Proust-Übersetzer; † 1930
- Domenico Serafini, Kardinal; † 1918
- Vittorio De Sica, Filmregisseur und Schauspieler; † 1974
- Augusto Silj, Kardinal; † 1926
- Giuseppe Sinopoli, Musiker, Mediziner; † 2001
- Bud Spencer (Carlo Pedersoli), Schauspieler und Schwimmer; † 2016[4]
- Fidelis von Stotzingen, Abtprimas der Benediktinischen Konföderation; † 1947
- Giovanni Tacci Porcelli, Kardinal; † 1928
- Scipione Tecchi, Kardinal; † 1915
- Giulio Tonti, Kardinal; † 1918
- Luigi Traglia (bis 1982), Kardinal; † 1977
- Wojciech Turowski, Generalober der Pallottiner; † 1959
- Giuseppe Ungaretti, Schriftsteller; † 1970
- Egidio Vagnozzi, Kardinal; † 1980 (Gebeine später überführt)
- Alida Valli, Schauspielerin; † 2006